# عصب قلبي
الأعصاب القلبية(بالإنجليزية :cardiac nerve) هي مجموعة من الأعصاب اللارادية التي تغذي القلب، وتشمل:
- عصب قلبي علوي[1] (عصب قلبي رقبي علوي)
- عصب قلبي متوسط (العصب القلبي الرقبي المتوسط)
- عصب قلبي سفلي (العصب القلبي الأدنى)

تنزل الأعصاب إلى أسفل العنق وتكون محاطة بكلا مما يلي:
- من الخلف :اللفافة أمام الفقرية، التي تغطي الجزء الأمامي الجانبي من جسم الفقرة.
- من الأعلى : شريان سباتي أصلي.
- من الأسفل : شريان تحت الترقوة.
- علي الجانبين : جذع ودي.[2]